# James Hewish
James Hewish est un juge australien de patinage de vitesse sur piste courte.

## Carrière

### Débuts
Il est juge-arbitre assistant des épreuves féminines de patinage de vitesse sur piste courte aux Jeux olympiques de 1992.

### Polémique de 2002
Juge-arbitre aux épreuves masculines de patinage de vitesse sur piste courte aux Jeux olympiques de 2002, il disqualifie Kim Dong-sung, premier de la distance, en finale du 1 500 mètres. En effet, celui-ci aurait gêné Apolo Anton Ohno qui tentait de le dépasser par l'intérieur. L'équipe nationale coréenne effectue immédiatement une réclamation, rejetée par Hewish. Le reproche fait à Hewish est d'avoir disqualifié Kim en jugeant que Ohno, auteur d'un geste de protestation, a été gêné dans son dépassement alors que l'action elle-même est tout à fait autorisée par les règlements ; Fabio Carta, arrivé quatrième, soutient la réclamation sud-coréenne.
En deux jours, les comités olympiques américain et international reçoivent plus de 16 000 emails de protestation de spectateurs coréens. Le porte-parole du Comité olympique des États-Unis, Mike Moran, les qualifie de « agressifs et obscènes ». Les emails et visites forcent le comité olympique américain à fermer son site pendant plusieurs heures, alors que le site du Comité international olympique est saturé pendant près de 12 h. Ohno reçoit lui aussi de nombreuses menaces.
Les responsables de la délégation olympique de Corée du Sud affirment envisager une action en justice contre Hewish si Kim Dong-sung ne retrouve pas sa médaille d'or où à minima que Ohno et Kim ne sont pas déclarés doubles vainqueurs de l'épreuve. Un responsable du Comité olympique sud-coréen affirme que la délégation coréenne compte boycotter la cérémonie de clôture des Jeux olympiques si Kim n'est pas dédommagé.
Le boycott de la cérémonie n'a finalement pas lieu. À son retour à l'aéroport de Séoul, Kim reçoit une réplique de la médaille d'or olympique de la part du gouverneur local, financée par une collecte de fonds. Le sponsor principal de l'équipe nationale de short-track annonce sa volonté de couvrir lui-même la prime de 36 000 dollars promise aux champions olympiques.

### Polémique de 2010
James Hewish, alors juge-arbitre des épreuves féminines de patinage de vitesse sur piste courte aux Jeux olympiques de 2010, disqualifie en finale du relais l'équipe Sud-Coréenne, arrivée première, en affirmant qu'une patineuse a gêné une compétitrice chinoise.
Les patineuses coréennes affirment ne pas comprendre le motif de leur disqualification. L'Union internationale de patinage empêche Hewish de juger les courses suivantes de la compétition.
Hewish reçoit alors des menaces de mort de spectateurs coréens. Un spectateur en particulier lance une alerte à la bombe contre l'ambassade australienne à Séoul ; il s'agit finalement d'un canular. Hewish est placé sous protection policière. Sur les réseaux sociaux, d'autres personnes appellent à boycotter les produits australiens.